# Emil Karl Alexander Flaminius
Emil Karl Alexander Flaminius (ur. 1807 w Kostrzynie, zm. 7 października 1893 w Berlinie) – pruski architekt.

## Życiorys
W latach 1828–1830 studiował architekturę w Akademii Budownictwa w Berlinie, m.in. u Karla Friedricha Schinkla. Krótko (1852) był starszym inspektorem budowlanym w Sigmaringen. W 1853 został rządowym radcą budowlanym we Frankfurcie nad Odrą, a w 1867 tajnym radcą przy Ministerstwie Handlu w Berlinie (od 1872 r. starszy tajny radca).

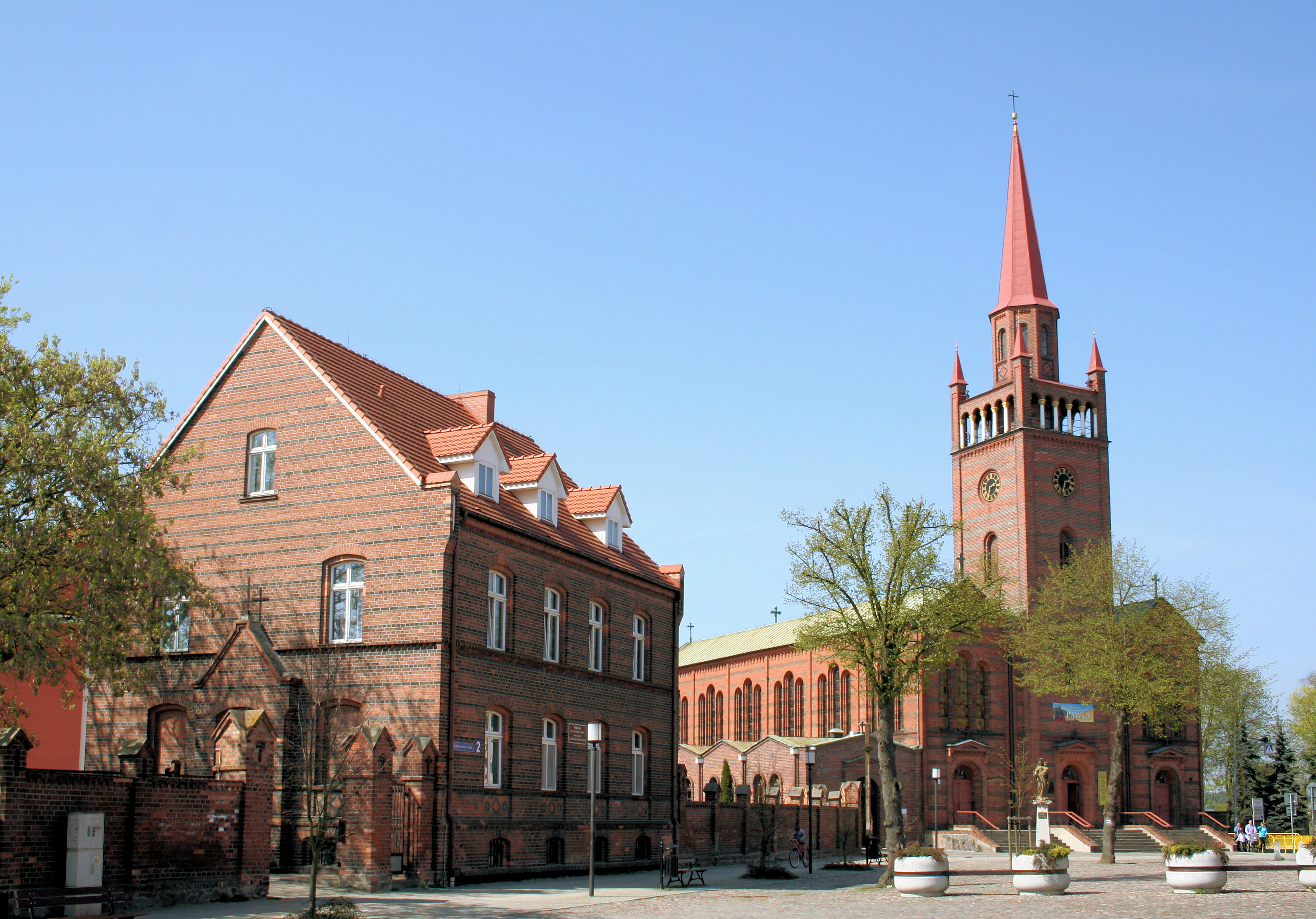
Kościół Świętych Apostołów Piotra i Pawła w Dębnie

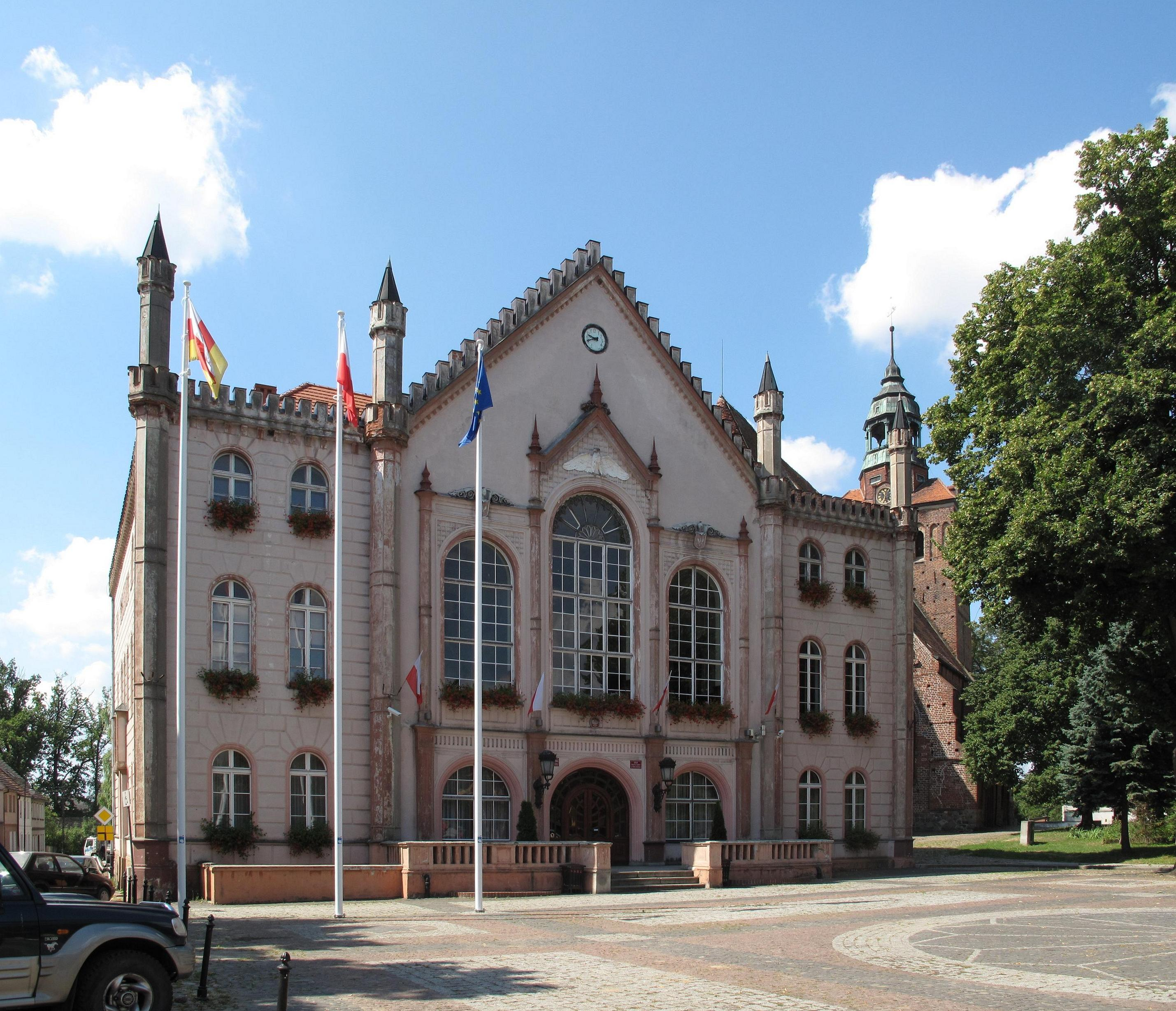
Ratusz w Ośnie Lubuskim

## Wybrane dzieła
- 1840–1842 – teatr miejski we Frankfurcie nad Odrą na podstawie projektu Karla Friedricha Schinkla[1]
- 1859–1862 – neogotycki kościół w Neu Zauche[3]
- 1862 – neogotycki kościół klasztorny w Guben[4]

W granicach obecnej Polski:
- 1842–1844 – ratusz w Ośnie[5]
- 1852–1855/57 – kościół Świętych Apostołów Piotra i Pawła w Dębnie (wzorowany na kościele św. Mateusza w Berlinie projektu Friedricha Augusta Stülera[6]
- 1859–1862 przebudowa kościoła w Choszcznie[7]
- 1862–1864 – gmach Królewskiego Seminarium Nauczycielskiego w Ośnie[5]